# 2633 Bishop
2633 Bishop este un asteroid din centura principală, descoperit pe 24 noiembrie 1981 de Edward Bowell.